# Journal of Clinical Investigation
Il Journal of Clinical Investigation è una rivista medica quindicinale sottoposta a revisione paritaria, che si occupa di biomedicina. È stata fondata nel 1924 ed è pubblicata dall'American Society for Clinical Investigation. Gli articoli si concentrano sui meccanismi delle malattie, con particolare attenzione alla ricerca di base, agli studi clinici in fase iniziale sugli esseri umani e ai nuovi strumenti e tecniche di ricerca. La rivista pubblica anche articoli di revisione, commenti sulla ricerca, editoriali e articoli di approfondimento.
La caporedattrice è Elizabeth M. McNally (Northwestern University).

## Indicizzazione
Gli abstract e gli articoli sono indicizzati da:
- Biological Abstracts[1]
- BIOSIS Previews[2]
- Chemical Abstracts Service[3]
- Current Contents/Life Sciences[2]
- Index Medicus/MEDLINE/PubMed[4]
- Science Citation Index Expanded[2]
- Scopus[5]

Secondo il Journal Citation Reports, la rivista ha ricevuto un fattore di impatto per il 2023 pari a 13,3.

## Capiredattori
Si riporta di seguito l'elenco dei capiredattori della rivista:
- G. Canby Robinson (1924–1927; Vanderbilt University)
- J. Harold Austin (1928–1934; Università della Pennsylvania)
- Randolph West (1935–1940; Presbyterian Hospital, New York City)
- James L. Gamble (1941–1946; Harvard University)
- Eugene B. Ferris (1947–1951; Cincinnati General Hospital)
- Stanley E. Bradley (1952–1956; Columbia University)
- Philip K. Bondy (1957–1961; Yale University)
- Arnold S. Relman (1962–1966; Harvard University)
- Paul A. Marks (1967–1970; Columbia University)
- DeWitt S. Goodman (1971–1972; Columbia University)
- Jean D. Wilson (1972–1977; University of Texas Southwestern Medical Center)
- Philip W. Majerus (1977–1981; Washington University a St. Louis)
- Stuart Kornfeld (1981–1982; Washington University)
- Thomas P. Stossel (1982–1985; Università di Harvard)
- Joseph Avruch (1986–1987; Università di Harvard)
- Bruce F. Scharschmidt (1987–1992; Università della California, San Francisco)
- Ajit P. Varki (1992–1996; Università della California, San Diego)
- Paul A. Insel (1996–1997; Università della California, San Diego)
- Martin F. Kagnoff (1996–1997; Università della California, San Diego)
- Stephen J. Weiss (1997–2002; Università del Michigan)
- Andrew R. Marks (2002–2007; Columbia University)
- Laurence A. Turka (2007–2012; Università della Pennsylvania)
- Howard A. Rockman (2012–2017; Duke University)
- Gordon F. Tomaselli (2017–2018;  Johns Hopkins University)
- Rexford S. Ahima (2018–2022; Johns Hopkins University)
- Elizabeth M. McNally (2022–2027; Northwestern University)

## Articoli notevoli
All'ottobre 2017, gli articoli più citati secondo Scopus sono:
1. RJ Havel, HA Eder e JH Bragdon, The distribution and chemical composition of ultracentrifugally separated lipoproteins in human serum, in Journal of Clinical Investigation, vol. 34, n. 9, 1955,  pp. 1345–1353, DOI:10.1172/JCI103182, PMC 438705, PMID 13252080. (6051 citazioni)
2. Eric A. Jaffe, Ralph L. Nachman, Carl G. Becker e C. Richard Minick, Culture of human endothelial cells derived from umbilical veins. Identification by morphologic and immunologic criteria, in Journal of Clinical Investigation, vol. 52, n. 11, 1º novembre 1973,  pp. 2745–2756, DOI:10.1172/JCI107470, PMC 302542, PMID 4355998. (5476 citazioni)
3. Stuart P. Weisberg, Daniel McCann, Manisha Desai, Michael Rosenbaum, Rudolph L. Leibel e Anthony W. Ferrante, Obesity is associated with macrophage accumulation in adipose tissue, in Journal of Clinical Investigation, vol. 112, n. 12, 15 dicembre 2003,  pp. 1796–1808, DOI:10.1172/JCI19246, PMC 296995, PMID 14679176. (4971 citazioni)